# Abe Heisuke
Abe Heisuke (jap. 阿部 平輔; * 18. Dezember 1886 in Miyagi; † 11. Juni 1943) war ein japanischer Generalleutnant der Kaiserlich Japanischen Armee.

## Leben
Abe Heisuke begann 1907 eine Offiziersausbildung an der Heeresoffizierschule (Rikugun Shikan Gakkō), die er im Mai 1909 abschloss. Danach wurde er im Dezember 1909 zum Leutnant befördert. Nach verschiedenen Verwendungen als Offizier und Stabsoffizier war er zwischen dem 15. März 1934 und dem 1. Dezember 1936 Kommandeur des Kadettenkorps an der Heeresausbildungsschule in Kumamoto und wurde als solcher am 1. August 1935 zum Oberst befördert. Er war vom 1. Dezember 1936 bis zum 19. Februar 1938 Kommandeur der 1. Infanterieunteroffiziersanwärtergruppe der Kwantung-Armee, der er am 19. Februar 1938 zugeordnet wurde, sowie vom 25. März bis 5. Dezember 1938 Kommandeur des 2. Sektors der 8. Grenzgarnison.
Nach seiner Beförderung zum Generalmajor am 10. Dezember 1938 fungierte Abe Heisuke zwischen dem 25. Dezember 1938 und dem 1. August 1939 als Kommandeur der 8. Grenzgarnison sowie anschließend vom 1. August 1940 bis zum 28. Juli 1941 als Kommandant der Heeresreserveoffiziersschule in Morioka. Danach war er vom 28. Juli 1941 bis zum 1. Juli 1942 Kommandeur der 20. Depotdivision und wurde als solcher am 25. August 1941 zum Generalleutnant befördert. Zuletzt löste er am 1. Juli 1942 Generalleutnant Shimizu Tsunenori als Kommandeur der 41. Division (Dai-yonjūichi Shidan) ab und führte diese bei der Schlacht um Neuguinea.
In Anbetracht der schlecht verlaufenden Schlacht um Guadalcanal entschied der Japanische Generalstab (Daihon’ei) im Dezember 1942, über 100.000 Mann nach Lae auf das Territorium Neuguinea zu beordern. Das Unternehmen wurde Operation No. 81 genannt und sah vor, im Januar/Februar 1943 die 20., 41. und 51. Division nach Lae auf Neuguinea zu bringen, um die dort stationierte 18. Armee zu verstärken. Während die 51. Division schwerste Verluste während der Anfahrt auf dem Seeweg in der Schlacht in der Bismarcksee hinnehmen musste, traf die 41. Division über die Stationen Tsingtau und Palau ohne Verluste im Februar in Madang auf Neuguinea ein. Am 30. Juni 1943 landeten amerikanische und australische Truppen in der Nassau Bay, um Neuguinea zurückzuerobern. Es entwickelten sich zahlreiche Kämpfe zwischen den fünf gelandeten alliierten Divisionen und der 18. Armee, in der die Japaner immer weiter Richtung Huon-Halbinsel zurückgedrängt wurden. Dort entwickelte sich ab September 1943 die Schlacht um die Huon-Halbinsel, die bis zum 1. März 1944 anhielt und mit dem Rückzug der Japaner endete. In den Kämpfen wurde Generalleutnant Abe verwundet und wurde durch Generalleutnant Mano Gorō ersetzt.

## Weblink
- Eintrag in Generals.dk

| Personendaten    | Personendaten               |
| ---------------- | --------------------------- |
| NAME             | Abe, Heisuke                |
| ALTERNATIVNAMEN  | 阿部平輔 (japanisch)        |
| KURZBESCHREIBUNG | japanischer Generalleutnant |
| GEBURTSDATUM     | 18. Dezember 1886           |
| GEBURTSORT       | Präfektur Miyagi            |
| STERBEDATUM      | 11. Juni 1943               |